# Tshom-Djapa
I Tshom-Djapa (o anche Txunhuã-Djapá) sono un gruppo etnico del Brasile che ha una popolazione stimata in circa 100 individui. Parlano la lingua Kanamari (D:Tshom-djapa-KNM01) e sono principalmente di fede animista.
Vivono nello stato brasiliano dell'Amazonas, nei pressi dei fiumi Jurua, Jutaí, Itaquai. Sono correlati al gruppo dei Kanamarí.